# Рожанківський Володимир Федорович
Волод́имир Федорович Рожанкі́вський (Рожанковський) (1906 — 1973) — мистецтвознавець, син Теодора Рожанківського та Ірини-Софії Шухевич. 
Навчався у народній школі та гімназії у Львові. Закінчив Львівську політехніку у 1930, отримав диплом інженера. У 1932 одружився з Ганною Говикович. У них народилося четверо синів — Роман (1935), Юрій (1939), Ігор (1942), Андрій (1947).
Загинув у катастрофі в Україні. Похований на полі № 60 Личаківського цвинтаря.

## Праці
- Рожанківський Володимир Федорович Українське художнє скло — Вид-во Академії наук, 1959–148 стор.